# Капија раја
Капија раја (енгл. Heaven's Gate) је америчка религиозна група чије су вође биле Маршал Еплвајт и Бони Нетлс. Капија раја је проповедала „како душа након смрти одлази, док је људско тело само средство које душа користи и након неког времена напушта“. Ова религиозна група је описана као проповедач НЛО вере, а нестала је 1997. када је и постала позната по томе што су 38 чланова Капије раја извршили масовно самоубиство верујући да ће њихова душа отићи иза Хејл-Бопове комете (која се појавила те године) и за коју су веровали да се на њој налази НЛО у којем је Исус Христ. Капија раја је извршила самоубиство и из других разлога, веровали су да се свету ближи крај, и желели су "да напусте овај грешан свет" према речима њихових вођа.